# Revuelta georgiana de Texel

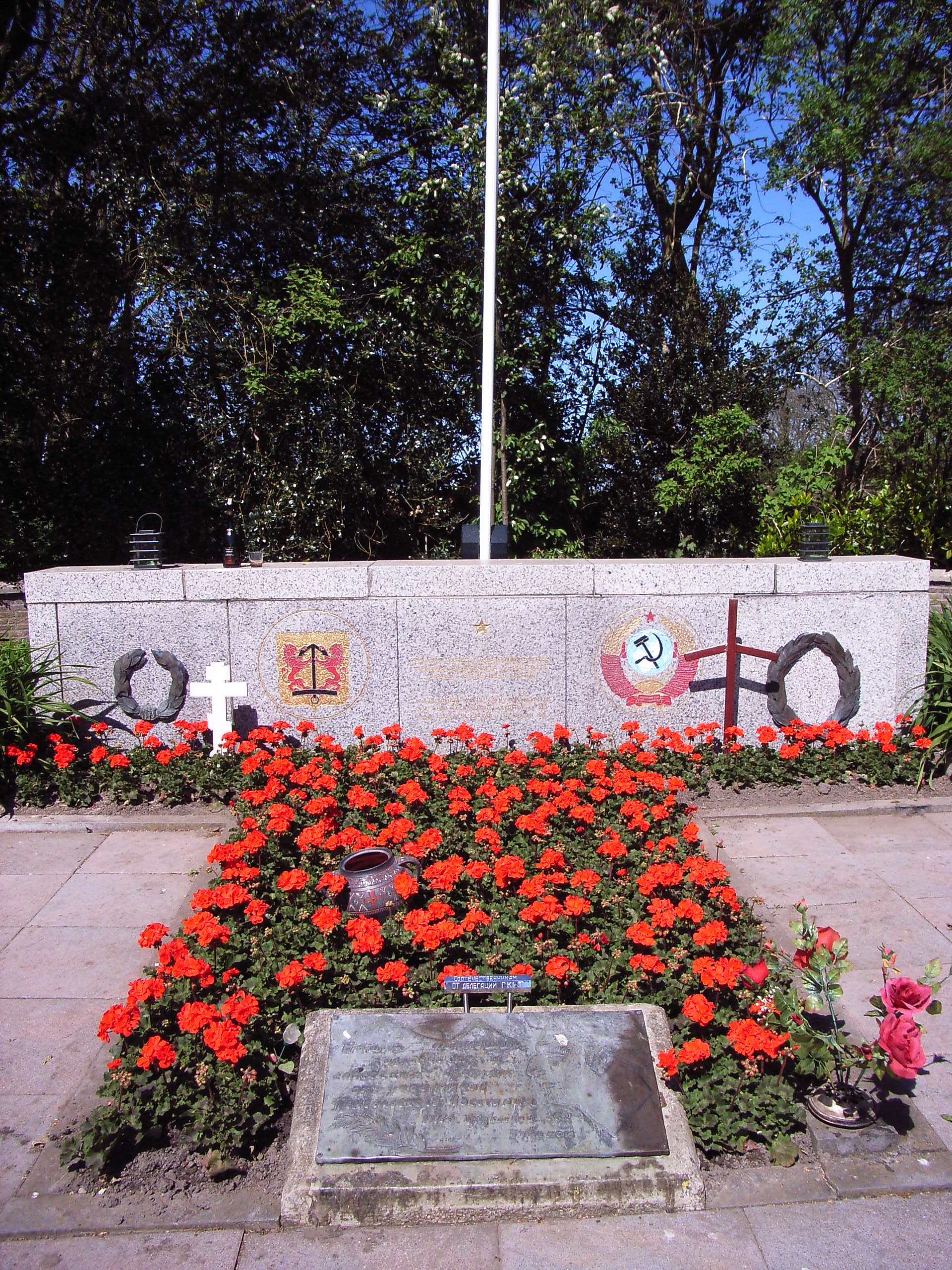
Cementerio de soldados georgianos en la isla de Texel

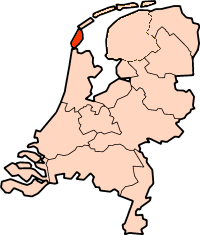
La isla de Texel.

La revuelta georgiana de Texel (5 de abril de 1945-20 de mayo de 1945) fue una rebelión organizada por el 882º Batallón del ejército alemán Königin Tamara (Reina Tamara o Tamara), formado por exsoldados soviéticos de origen georgiano, en la isla neerlandesa de Texel, contra las tropas de ocupación alemanas durante la Segunda Guerra Mundial estacionadas en Texel, isla neerlandesa que había sido extensamente fortificada y se había convertido en un punto esencial para la Muralla del Atlántico alemana. 

## Antecedentes
A los georgianos, capturados en el frente ruso, se les dio la opción de escoger entre permanecer en los campos de prisioneros —lo que equivalía a una muerte casi segura— o alistarse en el ejército alemán como tropas auxiliares y disfrutar de un cierto grado de libertad. El batallón se formó en Kruszyna, cerca de Radom (Polonia), en junio de 1943 y estaba formado por 800 soldados ex-soviéticos y 400 alemanes, siendo la mayor parte de la oficialidad de esta última nacionalidad. Fue empleado originalmente para la lucha anti-guerrillera. El 24 de agosto de 1943 fue enviado al oeste para relevar al Indische Freiwilligen-Legion Regiment 950 (denominación oficial de la Legión India Libre). El batallón llegó a Zandvoort (Holanda) el 30 de agosto, donde fue estacionado de septiembre de 1944 a principios de febrero de 1945 como parte de la "Unterabschnitt [Subsección] Zandvoort". Las autoridades militares alemanas pretendieron en principio renombrar a la unidad IV. Battalion Jäger-Regiment 32 (4º Batallón del 32.º Regimiento de cazadores) como parte de la 16.ª División de campaña de la Luftwaffe, pero este cambio no tuvo lugar. El 6 de febrero fue enviado a la Subsección Texel y recibió la denominación -falsa- de 177.º Regimiento de granaderos de la 219.ª División de infantería a principios de marzo. A finales de marzo de 1945 se empezaron los preparativos para enviar varias compañías del 882.º Batallón para enfrentarse al avance aliado, lo que desencadenó la rebelión.

## La rebelión
La noche del 5 al 6 de abril de 1945, a la una de la madrugada, los georgianos se sublevaron y tomaron el control de casi toda la isla. Unos 400 alemanes fueron asesinados esa noche y al día siguiente por los georgianos, ayudados por los neerlandeses, con cuchillos y bayonetas, mientras dormían en el barracón que compartían con los georgianos o mientras hacían guardia o paseaban por los caminos de la isla.
Los rebeldes habían puesto sus esperanzas en un hipotético desembarco aliado que no tuvo lugar. Debido a que la supuesta ayuda aliada no se materializó y a que habían fracasado en tomar las baterías en las costas septentrional y meridional de la isla, fueron prontamente contraatacados. El 163º Marine-Schützenregiment llegó del continente y, tras dos semanas de combates, recuperó la isla. El comandante alemán del 882º batallón, Major Klaus Breitner, afirmó mucho después que la sublevación fue "una traición, ni más ni menos"; ”se ordenó a los amotinados que cavaran sus propias tumbas y que se quitaran los uniformes alemanes y fueron ejecutados”.
Durante la sublevación murieron 565 georgianos y 117 habitantes de Texel; en cuanto al ejército alemán, algunas fuentes hablan de 800 muertos y otras de más de 2000. La destrucción fue enorme y se estimó posteriormente en 10 millones de florines. Los combates continuaron después de la capitulación alemana en Holanda y Dinamarca del 5 de mayo e incluso después de la rendición incondicional de Alemania el 8 de mayo de 1945. Hasta que las tropas canadienses no llegaron el 20 de mayo no llegó la paz al "último campo de batalla de Europa".
Los 228 georgianos que sobrevivieron escondiéndose en campos de minas costeros u ocultos por los granjeros de Texel fueron repatriados, pero no fueron juzgados por los soviéticos, sin embargo muchos desaparecieron en los gulags de Stalin. Los que sobrevivieron hasta la muerte de Stalin fueron rehabilitados y se les permitió volver a sus hogares.
Los georgianos yacen enterrados en un cementerio en el Hoge Berg cerca de Oudeschild. El embajador de la Unión Soviética en Holanda visitaba las tumbas anualmente cada 4 de mayo hasta 1991 y durante las últimas visitas citaba a los georgianos como "Héroes de la Unión Soviética". El 4 de mayo de 2005, Mikheil Saakashvili visitó las tumbas por primera vez como presidente de la independiente Georgia.
Las víctimas alemanas fueron enterradas en un principio en el cementerio de Den Burg. En 1949 fueron trasladados al cementerio militar de Ysselsteyn, en la provincia de Limburgo (Países Bajos).